# Resolution 861 des UN-Sicherheitsrates
Die Resolution 861 des UN-Sicherheitsrates ist eine Resolution, die der Sicherheitsrat der Vereinten Nationen in seiner 3271. Sitzung am 27. August 1993 einstimmig beschloss. Nach Bekräftigung der Resolution 841 (1993) und Begrüßung einer Vereinbarung zwischen dem Präsidenten von Haiti und dem Oberbefehlshaber der Streitkräfte Haitis hat der Rat gemäß Kapitel VII der Charta der Vereinten Nationen die internationalen Sanktionen gegen Haiti ausgesetzt.
Gleichzeitig würden die Sanktionen erneut verhängt, wenn der Rat zu irgendeinem Zeitpunkt vom Generalsekretär darüber informiert wird, dass die Parteien des Abkommens oder andere Behörden in Haiti das Abkommen nicht in gutem Glauben eingehalten haben. Alle Maßnahmen werden überprüft, um sie endgültig aufzuheben, wenn der Generalsekretär unter Berücksichtigung der Ansichten des Generalsekretärs der Organisation Amerikanischer Staaten dem Sicherheitsrat mitgeteilt hat, dass alle Parteien das Abkommen vollständig umgesetzt haben.
Das Abkommen wurde nicht vollständig umgesetzt, was den Sicherheitsrat veranlasste, mit der Resolution 875 (1993) Sanktionen zu verhängen.